# Château d'Amondans
Le château d'Amondans est un château situé sur la commune d'Amondans, dans le département du Doubs et la région Bourgogne-Franche-Comté.

## Situation
Le château est construit en bordure du village sur un promontoire qui domine la vallée de l'Adhuy et la vallée du Ruisseau de Malans.

## Histoire
Construit au XVIe siècle par la famille Montrichard, le château fut, au début du XIXe siècle, la propriété de Jean Claude du Ban de Cressia (1775-1849), puis de sa fille Charlotte (1807-1873), religieuse du Sacré Cœur à Besançon. Cette dernière en fit donation à sa cousine Antoinette Vernier de Byans (1812-1877), femme d'un inspecteur des Postes : Justin Thévenin (1807-1871). Le seul fils survivant (sur 4) de Mme Thévenin, le commandant Henri Thévenin, le tint jusqu'à la fin de la Première Guerre mondiale. Les deux filles du militaire se partagèrent alors le château : la première était l'épouse de Louis Pommery. Ce n'est qu'au début des années 1960 que les Automobiles Peugeot achetèrent la magnifique bâtisse pour en faire une colonie de vacances. Plus tardivement, un couple de restaurateurs Pascale et Frédéric Médigue en firent un haut lieu international de la gastronomie française, une école de cuisine (organisation de repas pour l'ONU) puis obtinrent une étoile au Guide Michelin. Depuis peu, le château reprend vie en devenant un lieu d'événements, ouvert à qui cherche un site exceptionnel pour organiser une fête ou un moment de travail.[réf. souhaitée]

## Description
C'est une belle bâtisse de 40 mètres de long sur 30 mètres de large incluant une cour carrée de 15 mètres de côté. Elle a subi de nombreuses transformations mais conserve quelques éléments de son ancienne architecture, dont une tourelle d'angle. Elle bénéficie d'une vue magnifique sur les vallées environnantes en particulier depuis le parc qui jouxte le château.[réf. souhaitée]

## Galerie

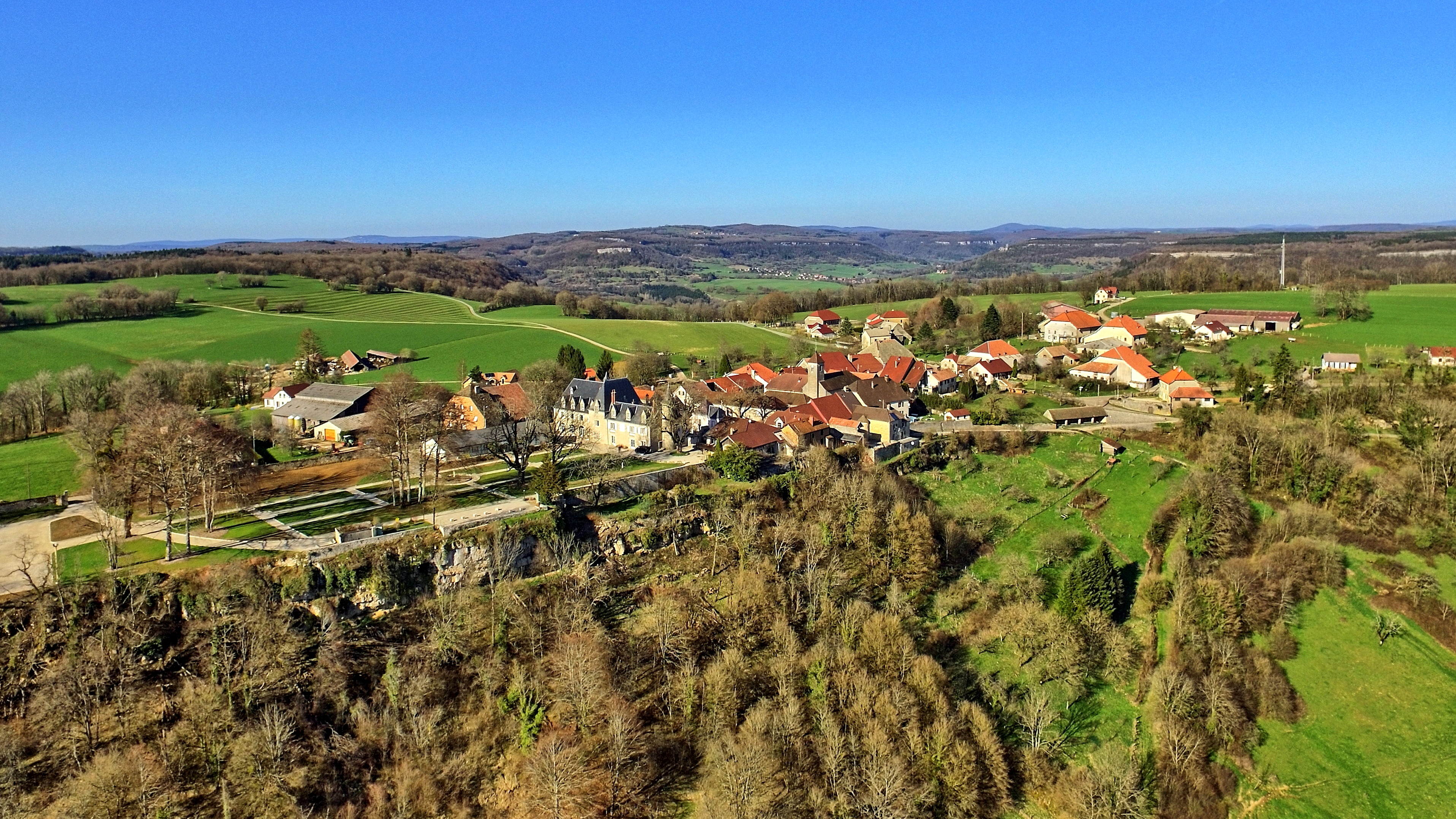
Vue générale du château et son parc.
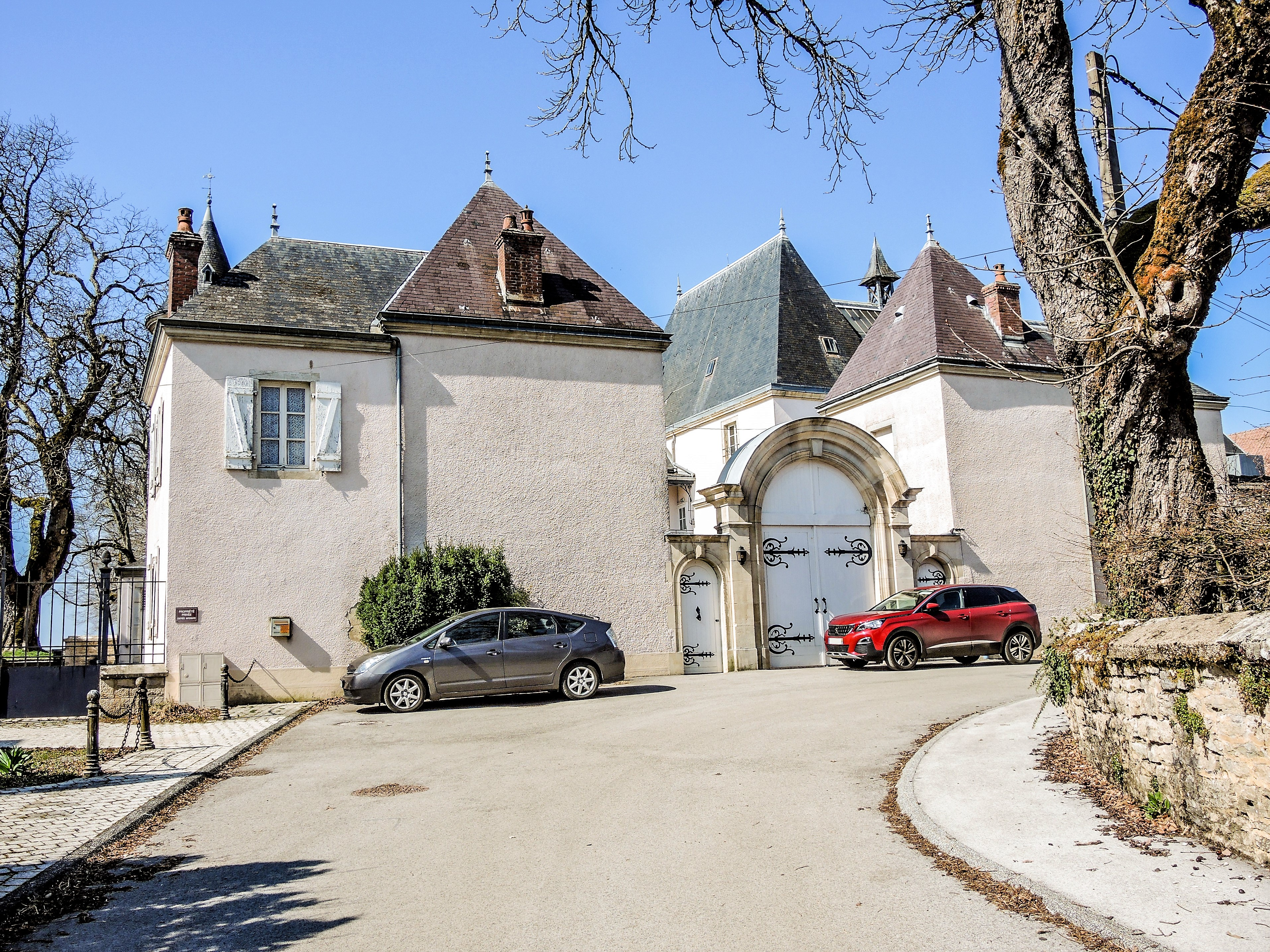
L'entrée sur la cour intérieure.